# Lamprops sarsi
Lamprops sarsi is een zeekommasoort uit de familie van de Lampropidae. De wetenschappelijke naam van de soort is voor het eerst geldig gepubliceerd in 1926 door Derzhavin.